# 辰巳 (江東区)

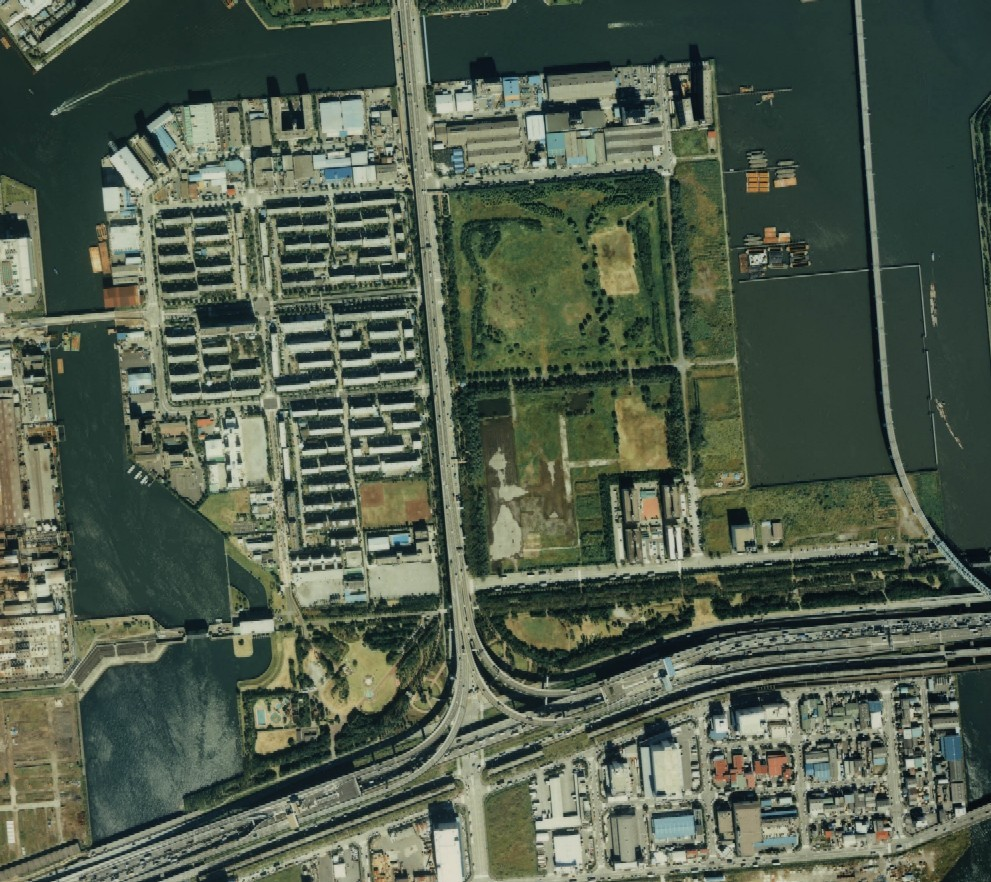
付近の航空写真。1989年撮影。辰巳団地や辰巳の森海浜公園などが写っている。写真下部を東西に走っているのが国道357号東京湾岸道路・首都高速湾岸線、写真中央を南北に走るのが首都高速9号深川線および三ツ目通り。

辰巳（たつみ）は、東京都江東区の地名。現行行政地名は辰巳一丁目から辰巳三丁目。住居表示実施済区域。

## 地理
江東区南部に位置し、深川地域に属する。東京港埋立7号地に属する辰巳一丁目・辰巳二丁目と、同埋立12号地に属する辰巳三丁目からなる。埋立地であり、住宅地や倉庫、物流施設が混在するエリアとなっている。
一丁目は大部分を辰巳一丁目アパート（辰巳団地）が占めており、東京都住宅供給公社（JKK東京）が管理する大規模な公営住宅団地が広がっている。辰巳団地は、都市部での住宅不足を解消するため、1960年代の高度経済成長期に建設されました。長年にわたり多くの住民が暮らしてきましたが、老朽化に伴い建て替え事業が進められており、新たな住宅は5階建てから14階建てに高層化して集約が図られる。空き地となった辰巳駅周辺は再開発用地として開発される予定。
二丁目は辰巳の森海浜公園や辰巳の森緑道公園などの緑地が広がり、自然環境が整備されている。公園内には2020年東京オリンピックの競泳競技と飛込競技、同年の2020年東京パラリンピックの競泳競技の会場として使用された東京アクアティクスセンターがある。

### 地価
住宅地の地価は、2025年（令和7年）1月1日の公示地価によれば、辰巳1-4-8の地点で61万1000円/m2となっている。

## 歴史
一・二丁目は1968年（昭和43年）4月1日に住居表示が実施された。三丁目は1976年（昭和51年）の成立で、2009年（平成21年）11月1日に住居表示が実施された。

### 地名の由来
皇居の辰巳の方向（南東）にあるために名づけられた。江戸時代においては、ここより北の深川（現在の門前仲町近辺）のことを「辰巳」と呼称していた（辰巳芸者など）。

### 沿革
- 1926年（大正15年）2月 - 隅田川改良工事による埋立許可が下りる。東京港埋立7号地。
- 1936年（昭和11年）12月 - 辰巳橋竣工。東雲（東京港埋立6号地）・豊洲（同埋立5号地）地区と接続。
- 1968年（昭和43年）4月1日 - 辰巳一・二丁目に住居表示が実施される。
- 1976年（昭和51年）- 辰巳三丁目が成立。
- 1978年（昭和53年）- 東京港港湾計画による東京港埋立12号地が竣工。
- 2009年（平成21年）11月1日 - 辰巳三丁目の住居表示を実施。

## 世帯数と人口
2023年（令和5年）1月1日現在（東京都発表）の世帯数と人口は以下の通りである。
| 丁目       | 世帯数    | 人口     |
| ---------- | --------- | -------- |
| 辰巳一丁目 | 4,311世帯 | 8,362人  |
| 辰巳二丁目 | 889世帯   | 1,795人  |
| 辰巳三丁目 | 26世帯    | 33人     |
| 計         | 5,226世帯 | 10,190人 |

### 人口の変遷
国勢調査による人口の推移。
| 年                 | 人口   |
| ------------------ | ------ |
| 1995年（平成7年）  | 12,350 |
| 2000年（平成12年） | 11,615 |
| 2005年（平成17年） | 11,214 |
| 2010年（平成22年） | 10,979 |
| 2015年（平成27年） | 11,648 |
| 2020年（令和2年）  | 10,616 |

### 世帯数の変遷
国勢調査による世帯数の推移。
| 年                 | 世帯数 |
| ------------------ | ------ |
| 1995年（平成7年）  | 4,633  |
| 2000年（平成12年） | 4,863  |
| 2005年（平成17年） | 5,046  |
| 2010年（平成22年） | 5,264  |
| 2015年（平成27年） | 5,675  |
| 2020年（令和2年）  | 5,252  |

## 学区
区立小・中学校に通う場合、学区は以下の通りとなる（2023年4月時点）。
| 丁目       | 番地                                           | 小学校                 | 中学校             |
| ---------- | ---------------------------------------------- | ---------------------- | ------------------ |
| 辰巳一丁目 | 1番34〜44号 5番6・12号 6番10号 7番28号 9〜12番 | 江東区立辰巳小学校     | 江東区立辰巳中学校 |
| 辰巳一丁目 | その他                                         | 江東区立第二辰巳小学校 | 江東区立辰巳中学校 |
| 辰巳二丁目 | 全域                                           | 江東区立辰巳小学校     | 江東区立辰巳中学校 |
| 辰巳三丁目 | 全域                                           | 江東区立辰巳小学校     | 江東区立辰巳中学校 |

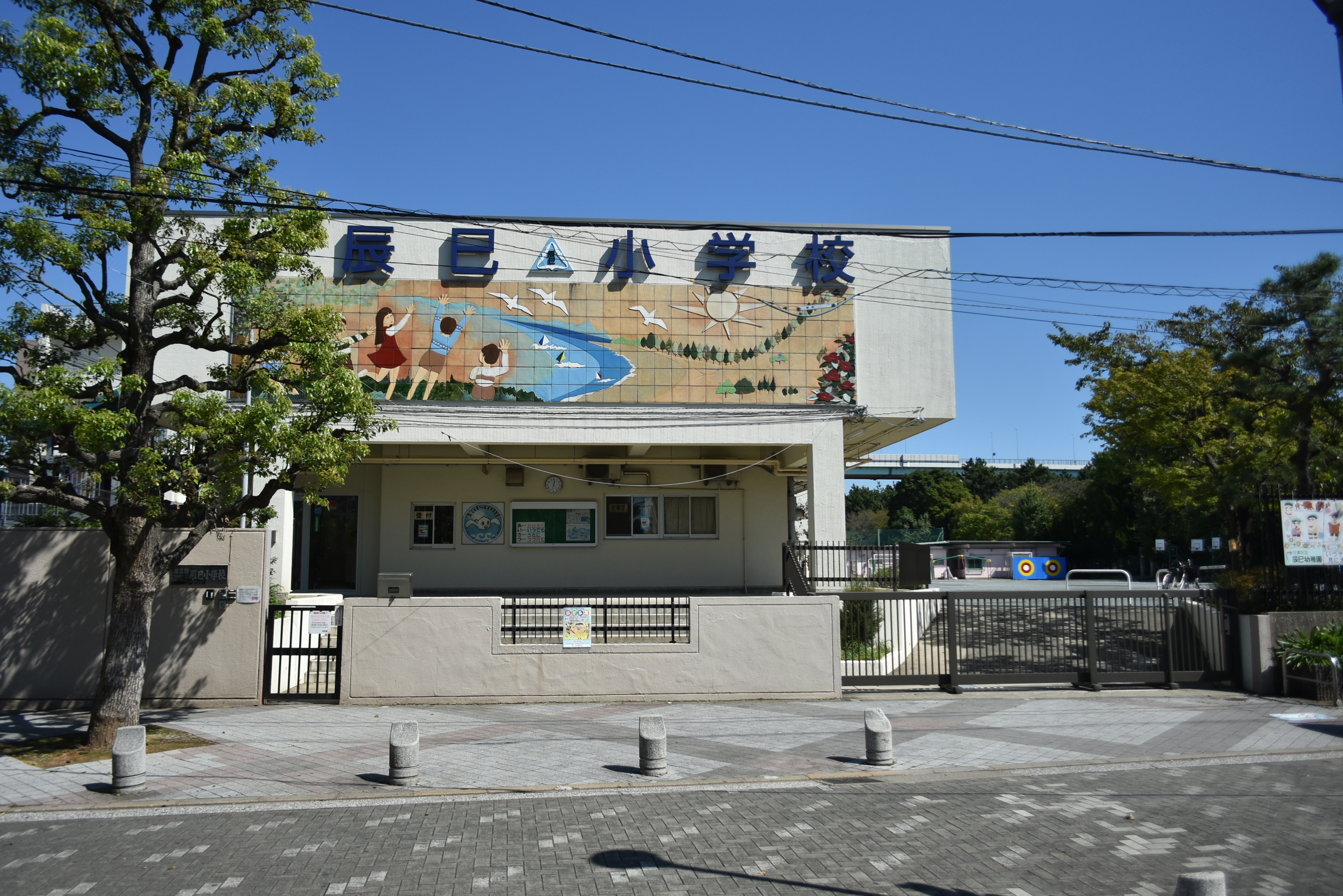
江東区立辰巳小学校（2018年9月28日撮影）
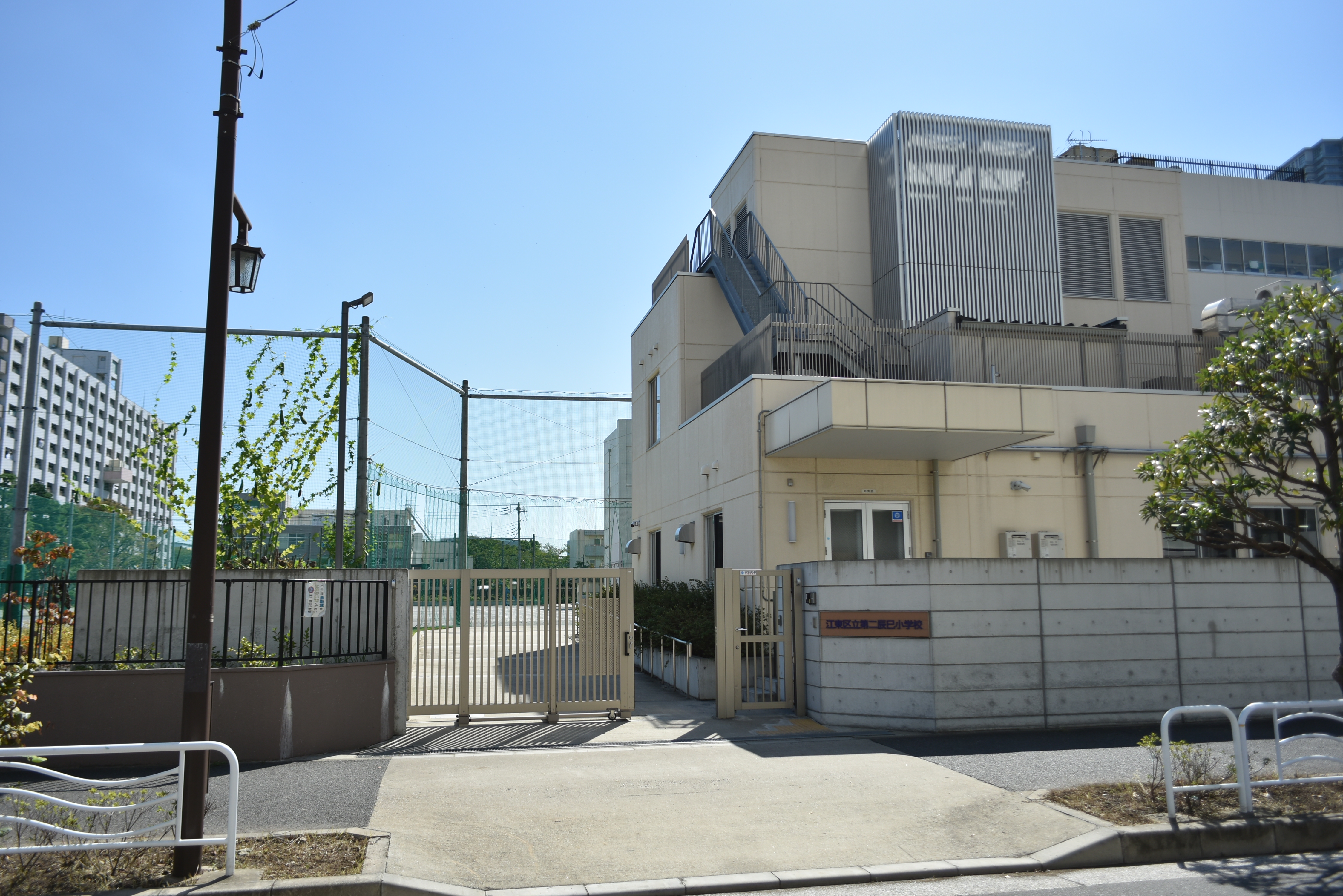
江東区立第二辰巳小学校（2018年9月28日撮影）
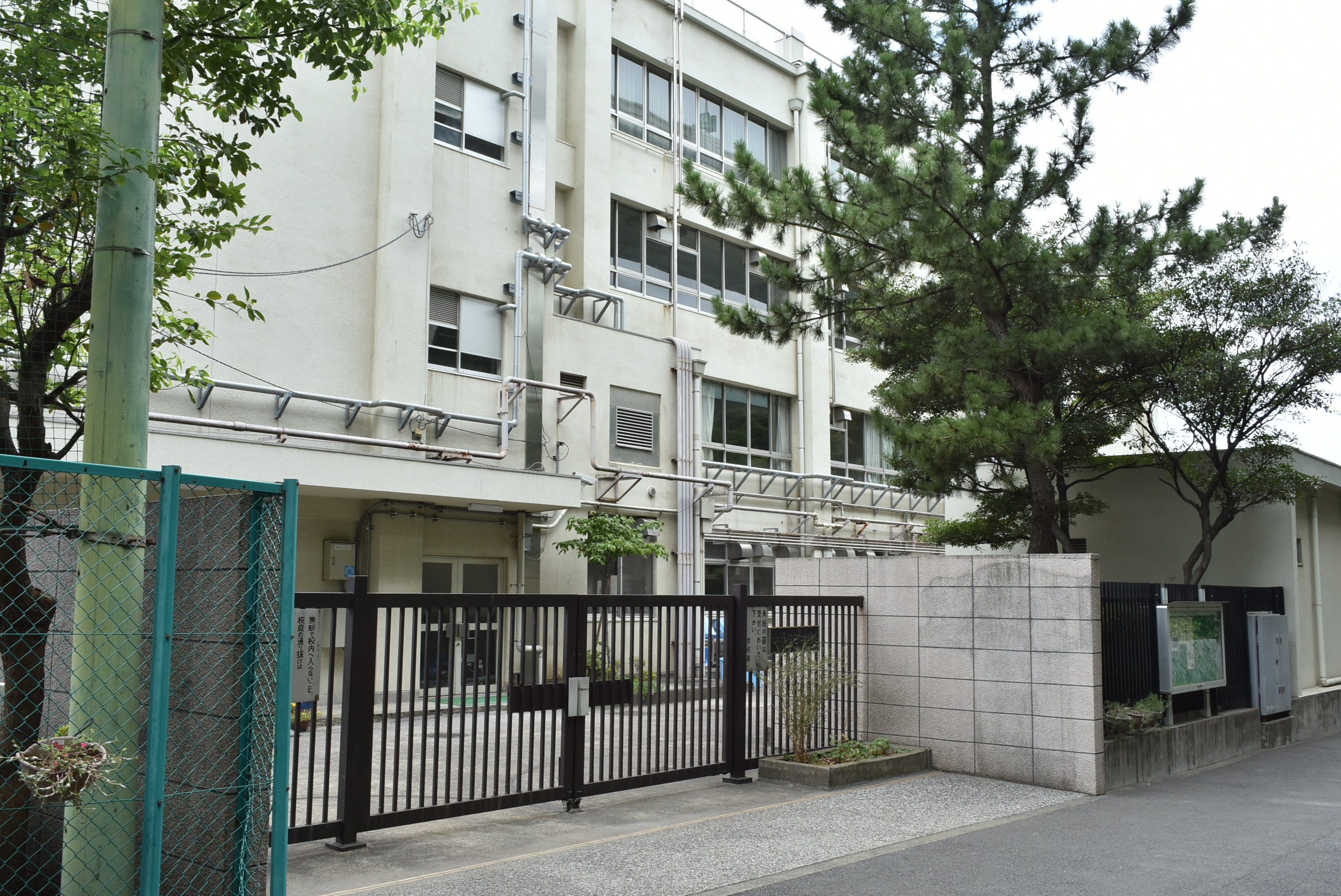
江東区立辰巳中学校（2018年7月27日撮影）

## 交通
鉄道
- 東京メトロ有楽町線 ○辰巳駅

路線バス
都営バスが運行されている。
- 錦13乙系統：東陽三丁目経由・錦糸町駅行
- 門19系統：豊洲一丁目経由・門前仲町行
- 江東区コミュニティバス「しおかぜ」：潮見駅・木場駅行

道路
- 国道357号東京湾岸道路・首都高速湾岸線
- 三ツ目通り

首都高速道路・出入口
- 首都高速9号深川線
最寄りの出入口は新木場出入口または有明出入口

## 事業所
2021年（令和3年）現在の経済センサス調査による事業所数と従業員数は以下の通りである。
| 丁目       | 事業所数  | 従業員数 |
| ---------- | --------- | -------- |
| 辰巳一丁目 | 92事業所  | 1,820人  |
| 辰巳二丁目 | 46事業所  | 1,200人  |
| 辰巳三丁目 | 159事業所 | 3,287人  |
| 計         | 297事業所 | 6,307人  |

### 事業者数の変遷
経済センサスによる事業所数の推移。
| 年                 | 事業者数 |
| ------------------ | -------- |
| 2016年（平成28年） | 273      |
| 2021年（令和3年）  | 297      |

### 従業員数の変遷
経済センサスによる従業員数の推移。
| 年                 | 従業員数 |
| ------------------ | -------- |
| 2016年（平成28年） | 5,374    |
| 2021年（令和3年）  | 6,307    |

## 施設
- 江東区立辰巳小学校
- 江東区立第二辰巳小学校
- 江東区立辰巳中学校
- 辰巳一丁目アパート - 1号棟から104号棟で構成される3326戸大規模な団地。建替事業が行われている。
- WOWOW放送センター
- 辰巳の森緑道公園 - 春は桜の名所となっている。
- 辰巳の森海浜公園
- 東京アクアティクスセンター
- 東京辰巳国際水泳場
- 日本赤十字社辰巳ビル
  - 日本赤十字社血液事業本部
  - 東京都赤十字血液センター - 献血ルームは設置されていない。
- 東京湾岸警察署辰巳交番
- 日本空手道会館（全日本空手道連盟）

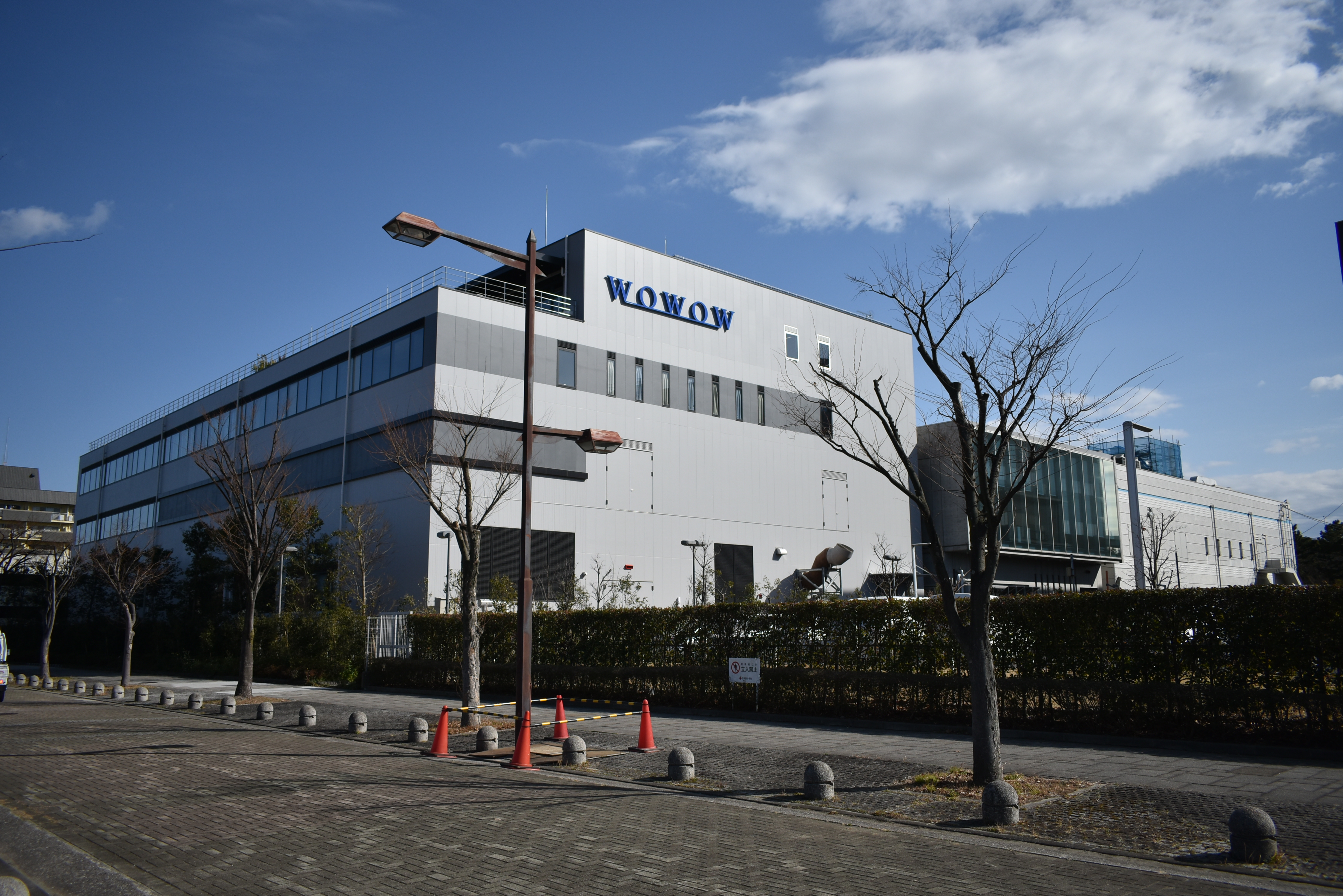
辰巳の森海浜公園から見た「WOWOW放送センター」（2019年2月21日撮影）
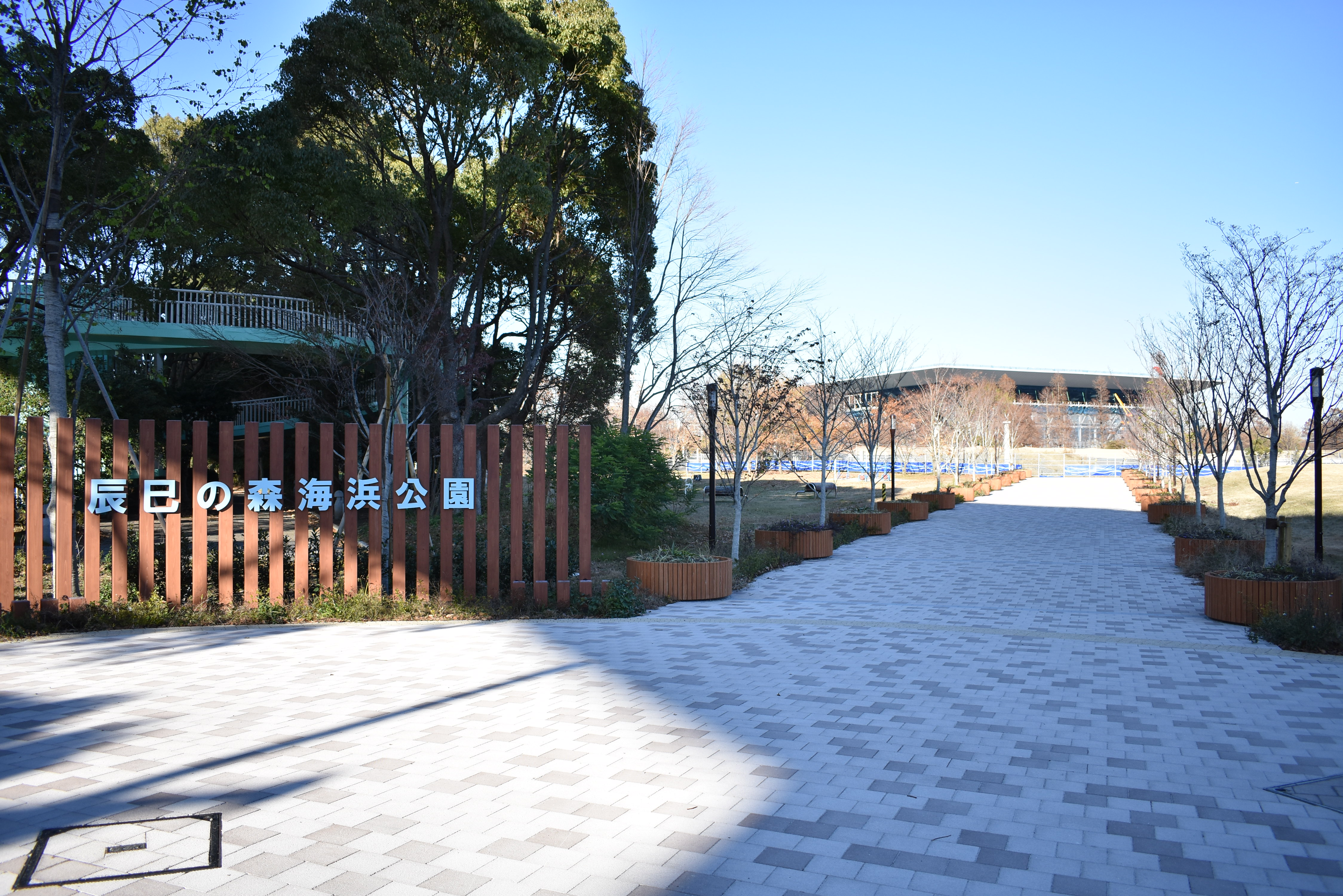
辰巳の森海浜公園（2018年12月19日撮影）
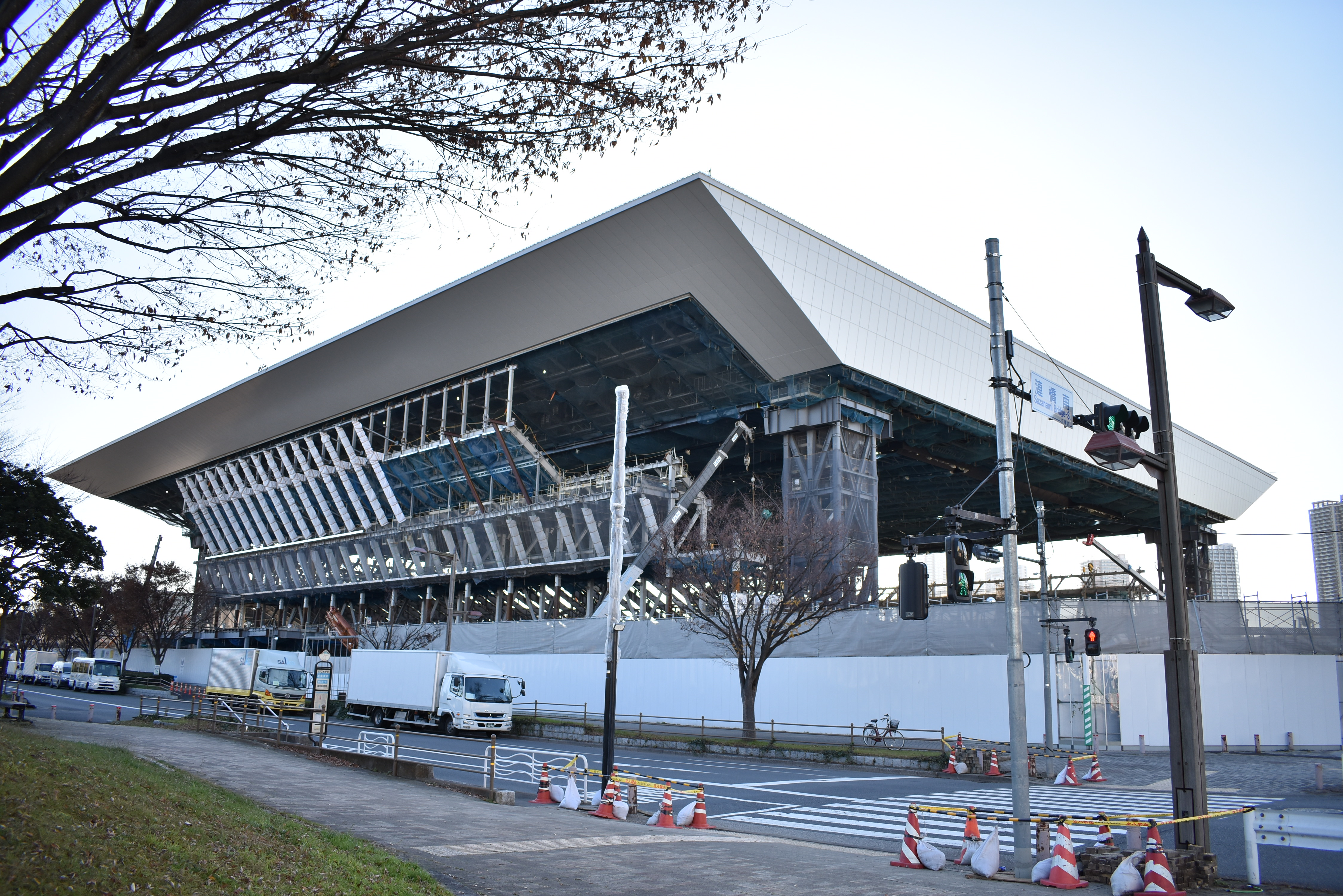
東京アクアティクスセンター（2018年12月19日時点の工事進捗状況）
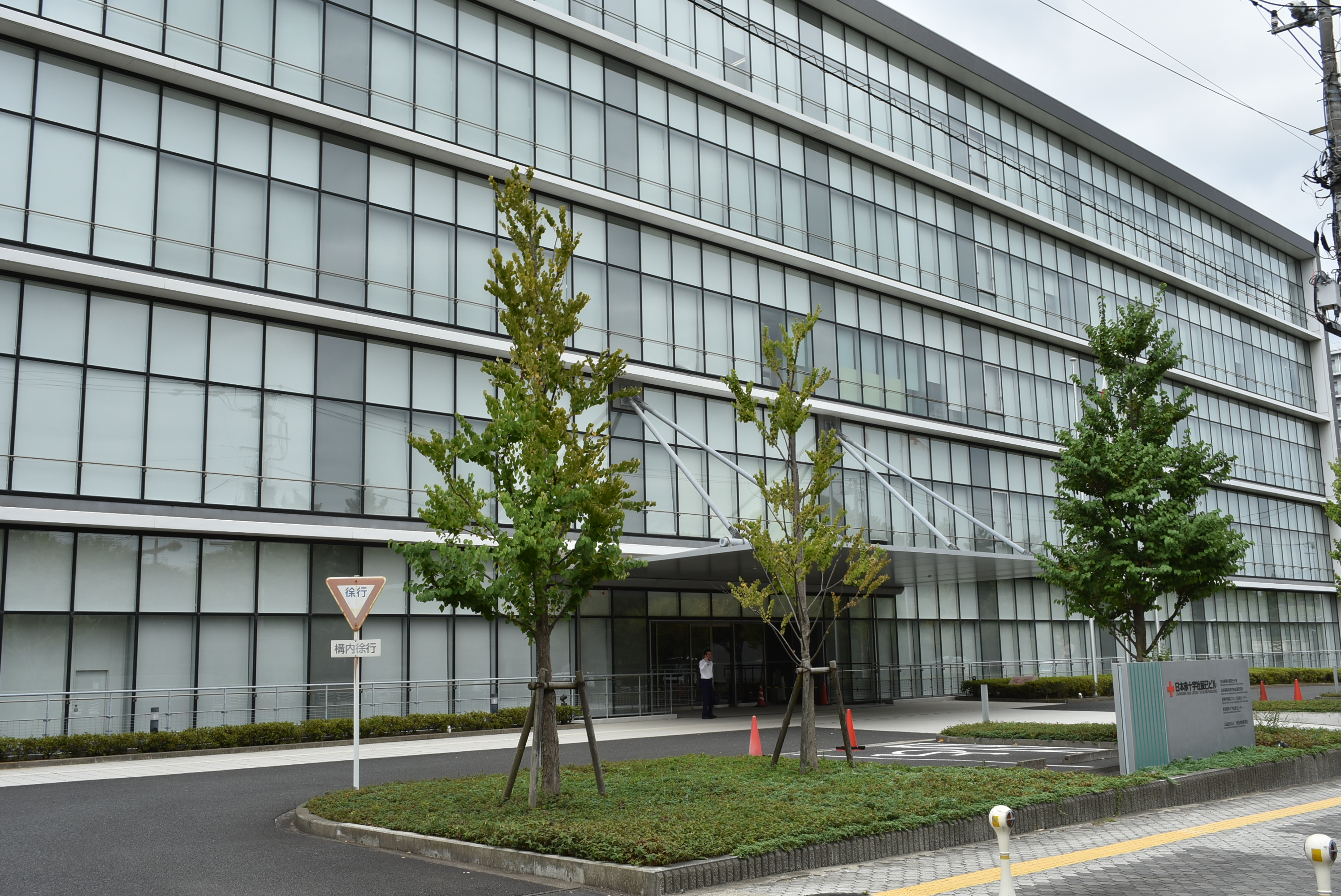
日本赤十字社辰巳ビル（2018年7月27日撮影）

## その他

### 日本郵便
- 郵便番号 : 135-0053[3]（集配局 : 深川郵便局[16]）。